# محمدحسین اصفهانی
محمّدحسین اصفهانی موصوف به شیخ زین‌الدّین و در طریقت ملقّب به حسین‌علیشاه، جانشین شاه سیّد علیرضا دکنی (رضاعلیشاه دکنی) و قطب بیست و نهم در سلسله نعمت‌اللهی است.

## زندگی‌نامه
بیشتر تذکره‌نویسان از جمله حاج زین‌العابدین شیروانی در بستان السیاحه اصل او را از خوانسار می‌دانند. شیروانی در ریاض السیاحه با اشاره به اصالت خوانساری حسین‌علیشاه یادآور می‌شود که شاه عباس خاندان وی را به اصفهان آورده و در این شهر سکونت داده‌است. این حال حاج زین‌العابدین شیروانی در حدائق السیاحه اجداد وی را از تبریز دانسته‌است که توسّط شاه عباس به اصفهان منتقل شده‌اند. ظاهراً رضاقلی‌خان هدایت در اصول الفصول نیز بر همین اساس وی را اصالتاً از تبریز می‌داند. در ایّام جوانی در اصفهان به تحصیل علوم متداول زمان پرداخت. در غالب تذکره‌ها جدّش، شیخ زین‌الدّین نام، جامع علوم عقلی و زاهد و متّقی معرّفی شده که امامت جمعه یا جماعت را بر عهده داشته و مورد احترام پادشاهان صفوی بوده‌است. پس از تکمیل علوم، در جستجوی حقیقت، مسافرت‌های بسیار به بلاد مختلف ایران و عربستان کرد و علماء و مشایخ عصر را ملاقات نمود و در نهایت به دیدار معصوم‌علیشاه، نورعلیشاه اول و فیض‌علیشاه نائل شد و به دستور معصوم‌علیشاه، به دست نورعلیشاه اول قدم در وادی سلوک نهاد. چند سال به همراهی نورعلیشاه اول در سفر بود و مورد توجّه خاصّ وی قرار داشت. پس از طیّ درجات کمال، از طرف نورعلیشاه اول اجازهٔ ارشاد یافت و به وطن بازگشت. در سال ۱۲۱۲ قمری نورعلیشاه اول در قصبهٔ ذهاب کردستان بزرگان سلسله نعمت‌اللهی را فراخواند و با مأموریتی که از طرف شاه سیّد علیرضا دکنی (رضاعلیشاه دکنی) داشت حسین‌علیشاه را به جانشینی خویش معرّفی کرد و زمام امور و تربیت درویشان را به وی محوّل نمود و وی را وصیّت به ترویج شریعت و طریقت نمود پس از این امر، نورعلیشاه اول به موصل مهاجرت کرد و پس از اندک‌زمانی درگذشت. پس از درگذشت نورعلیشاه در سال ۱۲۱۲، قطب وقت سلسله نعمت‌اللهی شاه سیّد علیرضا دکنی (رضاعلیشاه دکنی)، محمدحسین اصفهانی(حسین‌علیشاه) را به جانشینی خود و قطبیّت سلسله نعمت‌اللهی انتخاب کرد.
حسین‌علیشاه پس از این امر به سفر حج می‌رود و پس از بازگشت به اصفهان، به تحریک عدّه‌ای، یکی از حاکمان محل، وی را مورد مؤاخذه قرار می‌دهد و با سعایت از او نزد فتحعلیشاه قاجار، به این بهانه که قصد شوریدن در مقابل شاه را دارد، اجازهٔ قتل حسین‌علیشاه را از شاه درخواست می‌نماید. فتحعلیشاه در سال ۱۲۲۶ قمری حسین‌علیشاه را به دارالخلافه فرامی‌خواند. پس از ملاقات، فتحعلیشاه درمی‌یابد که مطالب گفته شده، از باب حسد و سعایت بوده و فاقد اعتبار است؛ لذا پس از عذرخواهی، با احترام، وی را به اصفهان بازمی‌گرداند.
حسین‌علیشاه در اواخر عمر، در سال ۱۲۳۳ قمری به کربلا مهاجرت کرد و در همین سال در حضور عدّه‌ای از بزرگان سلسله نعمت‌اللهی، محمدجعفر کبودرآهنگی را با لقب مجذوبعیشاه به جانشینی خود برگزید. حسین‌علیشاه در سال ۱۲۳۴ قمری در کربلا درگذشت. آرامگاه وی در شهر کربلا، نزدیک دروازه باب‌النجف واقع است.
نام و بعضاً شرح حال محمدحسین اصفهانی(حسین‌علیشاه) در برخی از تذکره‌ها و متون عرفانی پس از قاجار، نظیر بستان السیاحه، حدائق السیاحه و ریاض السیاحه از آثار حاج زین‌العابدین شیروانی مستعلیشاه، اصول الفصول تألیف رضاقلی‌خان هدایت، طرایق الحقایق اثر نایب الصّدر شیرازی و شمس التواریخ اثر شیخ اسدالله ایزدگشسب در ضمن ذکر اقطاب سلسله نعمت‌اللهی آمده‌است.

## رسالهرد پادری
رساله رد پادری عنوان کتابی است که محمدحسین اصفهانی(حسین‌علیشاه) در پاسخ به کتاب کشیش انگلیسی هانری مارتین معروف به «پادری» که در سال ۱۸۱۱ میلادی مطابق با ۱۲۲۶ قمری به ایران آمد و رساله‌ای را با عنوان «میزان الحق» در ردّ نبوّت پیامبر اسلام منتشر کرد نوشته شده‌است. نایب الصدر شیرازی آورده‌است که رساله رد پادری حسین‌علیشاه پیش از ردیّه‌های محمّدرضا همدانی و ملا احمد نراقی بر پادری نوشته شده و مصدری برای آن دو اثر به حساب می‌آمده‌است.